# Смоленська операція (1943)
Смоленська наступальна операція (кодова назва — Операція «Суворов») (7 серпня — 2 жовтня 1943) — наступальна операція військ Західного фронту і лівого крила Калінінського фронту, проведена з метою розгромити ліве крило німецької групи армій «Центр», а також звільнити Смоленськ. Друга битва за Смоленськ — це головний наступ Другої світової війни, розпочатий 7 серпня 1943 р. Червоною армією на східному фронті, одночасно з битвою за Дніпро. Цей наступ, який тривав два місяці, очолювали генерали Андрій Ієременко та Василь Соколовський і мав на меті прибрати будь-яку німецьку військову присутність з регіонів Смоленського та Бріти. Місто Смоленськ було під німецькою окупацією з першої битви за Смоленськ, яка відбулася в 1941 році.
Незважаючи на вражаючу німецьку оборону, Червона армія досягає під час цієї битви кількох рішучих проривів, звільняючи важливі міста, такі як Смоленск і Рославль, та вступає в окуповану Білорусь. Однак, через бурхливість німецького опору, прогресування радянських військ було повільним і важким, і операція відбулася трьома етапами (з 7 по 20 серпня 1943 року з 21 по 6 вересня та з 7 по жовтень 2 листопада).
Битва при Смоленську є самою по собі великою військовою операцією, але вона також важлива через її важливі наслідки для битви за Дніпро. За підрахунками, 55 німецьких підрозділів було мобілізовано для операції за Смоленськ, стільки військових сил, яких тоді не вистачало, щоб запобігти радянським військам перетинати Дніпро на півдні. Крім того, ця битва дозволила Червоній армії назавжди відбити німецькі сили Смоленського регіону і, таким чином, відхилити значну загрозу нападу на Москву із Заходу.

## Контекст
Наприкінці битви за Курськ в липні 1943 року Вермахт втратив всю надію на відновлення ініціативи на східному фронті. Втрати були значними, а армія була все менш досвідчена, багато її найкращих людей полягли за останні два роки боїв. Ця ситуація не залишила Вермахту іншого вибору, ніж прийняття оборонного ставлення до радянських нападів.
Що стосується радянської сторони, Сталін, сильний звільненням територій під німецькою окупацією, вирішив продовжити військову стратегію, розпочату наприкінці 1942 року з операцією Уран, що призвела до звільнення Сталінграда. Битва за Дніпро мала на меті звільнити Україну, і відштохнути на захід південну частину фронту. Операція за Смоленськ була розпочата одночасно, щоб ще більше послабити німецькі захисні сили, в рамках стратегії, яка змусила б німецькі резерви відступити на північ, а отже, зменшити їх присутність на південній частині фронту. Таким чином, дві операції були двома гранями того ж стратегічного плану, які мали на меті максимально захопити радянську територію під німецькою окупацією.

### Географія
Регіон, в якому відбулася битва, — це трохи нерівна рівнина, всіяна ярами, заболоченими районами та лісами, яка обмежувала можливості з точки зору військових рухів. Найвищі вершини пагорбів піднімаються на 250—270 метрів, іноді більше, що дозволило оптимальне використання оборонної артилерії. У 1943 році територія по суті складалася з хвойних лісів та змішаних лісів з місцями густих чагарників.
Територія також пронизується багатьма річками, найважливішими з них є Даугава, Дніпро, Десна та Угра. Жодна з цих річок не є ні особливо широкою (від 10 до 120 метрів), ані особливо глибоко (від 40 до 250 сантиметрів), але величезні болотисті райони, що межують з ними, були справжнім підводнимю каменем, особливо для механізованих військ.

### Транспорт
Для радянських військ наступ був ускладнений відсутністю засобів транспорту, що відповідали регіону. Дорожня мережа була не дуже розвинена; дороги з покриттям були рідкісними. Після багатьох типових російських літніх опадів більшість практичних шляхів стали заболоченими — феномен, відомий як бездоріжжя — що значно уповільнювало прогресування всіх механізованих військ та породжувало різні логістичні проблеми. Щодо залізниць, радянські війська могли розраховувати лише на єдину велику залізницю: лінію Р'єм-Вязьма-Кіров.
Навпаки, Вермахт контролював набагато більш обширну дорожню та залізничну мережу, зосереджену в основному поблизу Смоленського та Рославля. Ці два міста складали значні логістичні центри, що дозволяли поставити німецькі війська та швидку доставку підкріплення. Найважливішими залізничними лініями з цього боку були лінія Смоленськ-Брянськ та лінія Невель-Орша-Могілєв, що з'єднувала німецькі західні війська з тими, що зосереджені в області Ореля.

## Німецьке оборонне угрупування
До битви ця частина фронту була більш-менш стабільною протягом чотирьох-п'яти місяців (вісімнадцять місяців у певних місцях). Вона також мала географічні характеристики, що сприяли впровадженню міцної оборонної системи. Таким чином, німецькі сили встигли встановити значні оборонні позиції, місцями до п'яти-шести ліній оборони, на загальній глибині від 100 до 130 кілометрів.
Перша зона оборони (називається тактичною або зовнішньою) включала першу оборонну лінію (основну), і друга, на загальній глибині від 12 до 15 кілометрів, розміщена в місцях, розташованих на висоті. Основна лінія оборони, глибиною 5 кілометрів, складалася з трьох серій траншей та позицій для стрільби, з'єднаних дуже розробленою мережею засобів зв'язку. Щільність позицій для стрільби могла досягати кількості шести-семи на кілометр фронтової лінії. У деяких місцях, де боялися атаки танків, третя траншея насправді була антитанковою канавою, на західному крутому схилі розміщувалися локації для артилерії та зокрема кулеметів. Першиа лінія поля бою була захищена трьома рядами колючого дроту та значним замінованим простором.
Друга зона оборони, розташована приблизно 10 кілометрів позаду першої та охоплювала найважливіші перспективи, складалася з серії позицій для стрільби, пов'язаних траншеями. Вона була захищена колючим дротом, а також мінними полями в місцях, де передбачалися атаки бронетанкових транспортних засобіви. Між першою та другою зоною оборони також був створений набір менших позицій для стрільби та гарнізони, щоб уповільнити будь-який можливий радянське просування, у випадку, якщо перша лінія оборони не витримає. Важка артилерія була розміщена за цією другою зоною оборони.
Нарешті, за лінією фронту було розміщено три-чотири додаткові лінії оборони, де це можливо, на західних берегах річок. Наприклад, оборонні лінії були встановлені на берегах Дніпра та Десни. Більше того, основні міста, розташовані на лінії оборони (наприклад, Єльнія, Духовщіна та Спас-Деменський) були зміцнені та оснащені підкріпленням, щоб протидіяти можливості тривалих боїв, а позиції для стрільби були встановлені в найважливіших та найвищих будівлях.

### Локалізація і конфігурація лінії фронту
У липні 1943 р. Східний фронт представляв відносно лінійну увігнуту форму, за винятком кута, що входив до Орельської області, створюючи для німецьких військ ризик впливу бічних атак з півночі. Як результат, значна кількість дивізій групи армій Центр (Heeresgruppe Mitte) була спеціально віднесена до цієї частини фронту через (повністю законний) страх перед великим наступом у цьому секторі.
Наприклад, наприкінці липня 1943 р. німецька депеша зазначала:
"На фронті […], що утримується групою армій Центр, багато знаків свідчать про підготовку неминучого, хоча обмеженого наступу (Рославль, Смоленськ, Вітебськ), а також маневри, спрямовані на іммобілізацію групи армій Центр …
За цих умов наступ радянських військ мав бути надзвичайно важкими.

## Перша фаза (7-20 серпня)

### Головний прорив
Після дня розслідування, спрямованого на визначення того, чи німецькі війська вирішать відійти чи ні з першої лінії окопів, наступ розпочато 7 серпня 1943 року о 6:30 ранку (з попереднім бомбардуванням о 4:40) проривом у напрямку Рославля. Три армії були задіяні для цього наступу: 5-а, 10-а та 33-а армії.
Однак атака швидко зіткнулася з масовим та сильним опором. Німецькі війська спробували багато контратак, з їхніх міцних та добре підготовлених оборонних позицій, підтримувані танками та пострілами з мінометів та важкої зброї. Як згадував командир Константин Рокосовський, «нам буквально довелося зробити шлях через німецькі лінії, одна за одною». У перший день радянські війська просунулися лише на 4 кілометри, використовуючи всі доступні війська, що брали участь у цій операції).
Незважаючи на вірулентність радянських атак, було очевидно, що три армії не зможуть подолати німецькі лінії. Отже, було вирішено ввести у битву 68-у армію, яка зберігалася в резерві. З німецької сторони три додаткові дивізії (2-а танкову дивізію та 36-а та 56-а піхотна дивізії) були відправлені на фронт, з регіону Орла, щоб зупинити просування СРСР.
Наступного дня, 8 серпня, напад відновився, з черговою спробою прорватися на північ, до Ярцево. Дві атаки були зупинені надзвичайно потужним німецьким опором. Наступні п'ять днів радянські війська просувалися важко і повільно в німецькій обороні, відштовхуючи жорстокі контратаки та зазнаючи великих втрат. 11 серпня, завдяки внеску резервних військ, Червоній армії вдалося просунутися на глибину від 15 до 25 кілометрів, залежно від місця.
Наступні атаки, здійснені бронетанковими силами та силами 6-го гвардійського кінного корпусу, не спричинили суттєвого ефекту і спричинили великі втрати через жорстокий опір німецької оборони, тим самим створюючи тупикову ситуацію.

### Спас-Деменський наступ
У Спас-Деменському регіоні події були трохи сприятливішими для 10-ї армії. У цьому секторі, в якому Вермахт мав лише обмежені війська і резерви, він зміг перетнути німецькі лінії та просунутися на 10 кілометрів за два дні.
Однак 5-й радянський механізований корпус, спеціально переміщений з Кірова з метою використання прориву в цій битві, зазнав невдачі в його місії, головним чином через погану організацію протиповітряної оборони, яка дозволила пікіруючим бомбардувальникам німців відносно легко атакувати формування радянських танків. Важкі втрати, яких зазнав цей радянський армійський корпус, змусили його відступити з бою. Незважаючи на це, 13 серпня радянські війська відштовхнули лінії супротивника на 25 додаткових кілометрів, таким чином звільнивши Спас-Деменський.

### Духовщинський наступ
За наказом Ставки (штабу радянських збройних сил), наступ, який проводився поблизу Духовщини, розпочався майже через тиждень, 13 серпня. Однак, як і в інших частинах фронту, 39-а та 43-а армії зіткнулися з вірулентним німецьким опором. Тільки за перший день німецькі війська здійснили 24 контратаки полкових масштабів, що були підтримані танками та авіаційними підрозділами.
Протягом наступних п'яти днів радянським військам вдалося просунутися лише від 6 до 7 кілометрів, і навіть якщо вони завдали значних втрат німецьким військам, їх власні втрати також були високими.

### Причини тупика
У середині серпня фронт стабілізувався на всьому операційному театрі. Цей глухий кут, навіть якщо він не був поразкою, все-таки представляв для радянського командування невдачу. Кілька факторів можуть це пояснити. Як повідомляв лейтенант генерала Олексія Антонова, "нам довелося зіткнутися з лісовими, і болотними воєнними діями, і все більш сильним опором ворожих військ, підкріпленими підрозділами, що надходили з Брянського регіону.
Маршал Микола Воронов, тодішній член Ставки, проаналізував причини цього тупика у своїх спогадах. Він їх нарахував вісім:
1. Німецьке командування було в курсі операції та підготувалося до неї;
2. Німецькі лінії оборони були винятково добре підготовлені (позиції для стрільби, підкріплені траншеями, колючим дротом, мінними полями тощо);
3. Багато радянських стрілкових підрозділів були недостатньо підготовлені до ситуації нападу в межах конфігурації оборони з декількома ряками. Особливо це проявилося для резервних підрозділів, навчання яких не завжди було належним чином спрямоване;
4. Кількість танків, які брали участь у битві, була недостатньою, що змусило радянських командирів покладатися на артилерію, міномети та піхоту, щоб перетинати німецькі лінії. Більше того, численні німецькі контратаки та численні мінні поля сповільнили прогресування піхоти;
5. Співпраця між полками та дивізіями була далеко не ідеальною. Під час нападу були несвоєчасні перерви, а також воля певних полків уникнути нападу та поставити інших на своєму місці;
6. Багато радянських командирів були надто вражені німецькими контратаками і не діяли відповідним чином, хоча кількість їхніх військ була вищою, ніж у Вермахту;
7. Піхова не змогла належним чином використовувати власне озброєння (наприклад, власну важку зброю та портативні міномети). Вона занадто покладалася на артилерію;
8. Той факт, що наступи було відкладено з 3 на 7 серпня, дозволило німецьким військам краще підготувати свою оборону.

Враховуючи всі ці фактори, Маршал Воронов попросив, щоб 4-а бронетанкова армія та 8-й артилерійський корпус були передані з Брянського фронту, щоб займатися підтримкою нападу поблизу Смоленського.
Цей глухий кут, далекий від сподівань Ставки, мав хоча б одну заслугу: він зафіксував 40 % усіх німецьких підрозділів на східному фронті навколо Смоленського, що значно сприяло завданням радянських військ, що воювали у регіоні Курська та далі на південь. Ставка, яка планувала відновити наступ 21 серпня, вирішила відбити його, щоб радянські підрозділи встигли транспортувати поповнення запасів та підкріплення.

## Друга фаза (21 серпня— 6 вересня)
У середині серпня ситуація на східному фронті еволюціюнувала, і Червона армія розпочала більш загальний наступ, який розпочався операцією контрнаступу Полководець Рум'янцев у регіоні Курська і продовжився битвою за Дніпро на півдні. Тим не менш, Вермахт продовжував консолідувати свої війська навколо Смоленського та Рославля, відводячи, щоб це зробити кілька підрозділів з Орельської області. Отже, Курський контрнаступ відбувся порівняно легко на околиці Орла, створюючи широкий виступ в лінії оборони противника на південь від Смоленського та Брянська.
У цій ситуації колишня стратегія атаки, зосереджена на південному-заході в напрямку Рославля та Брянська, виявилася застарілою. Ставка вирішила перенести атаку на захід, у бік Єльна та Смоленська.

### Єльньський наступ
Єльня вважалася «ключовою» в захисті Смоленського, і, отже, німецькі війська створили масову систему оборони навколо міста. Болотисті сектори, що оточували річки Десну та Угру, були заміновані, а важке озброєння було розміщено на пагорбах, що піднімалися над містом. Протягом тижня з 20 по 27 серпня 1943 р. радянські армії отримали підкріплення танків та артилерії.
Наступ нарешті розпочався 28 серпня ведений трьома арміями (10-ю, 21-ю та 33-ю гвардійськими арміями), підтриманий трьома бронетанковими корпусами та механізованим корпусом та 1-ю повітряною армією. Ці три армії прикривали 36-кілометровий фронт, утворюючи надзвичайно сильну концентрацію військ. Однак ці війська стикалися з проблемами постачання та дефіциту палива, маючи достатньо запасів лише на один-два тижні..
Після інтенсивного 90 хвилинного обстрілу радянські війська почали рухатися вперед. Бомбардування артилерії, а також використання літаків наземної атаки дозволило значно послабити німецькі лінії, залишивши Червоній армії можливість здійснити за день прорив на 25-кілометровому фронті та відштовхнути ворожі лінії від 6 до 8 кілометрів. Наступного дня, 29 серпня, радянські стрілецькі дивізії ще більше просунулися, створивши на фронті виступ 30 кілометрів довжини на глибині від 12 до 15 кілометрів.
2-й бронетанковий корпус вступив в битву, щоб використати створений таким чином прорив. За один день його війська просунулися на 30 кілометрів, аж до Єльни. Не залишаючи німцям часу зібрати свої сили, радянські війська атакували місто і почали його оточувати. 30 серпня німецькі сили були змушені відмовитися від Єльни, зазнавши великих втрат. Ця поразка ознаменувала початок німецького відступу в регіоні. 3 вересня радянські сили дійшли до східного берега Дніпра.

#### Французи в битві
Ескадрилія Нормандія-Ньємен відзначилася поряд з радянськими авіаторами, а також заплатила велику ціну. 21 серпня Stuka і Focke-Wulf були збиті. 31 серпня п'ять інших німецьких літаків були збиті, але також французькі пілоти.

### Брянський маневр
У Брянському регіоні події також були сприятливими для СРСР, незважаючи на вірулентний німецький опір. Ідентифікація недоліку в німецькій обороні, однак, змінила усі передбачеі плани. Дивовижна легкість, з якою були взяті кілька пагорбів, що піднімалися над регіоном навколо Дубровки, на північ від Брянська, і послідовне захоплення багатьох німецьких солдатів, ймовірно, не дуже готових до бою, особливо здивували генерала Марціана Попова, командира Брянського фронту з червня 1943 по жовтень 1943. Такий стан справ, швидше за все, означав, що радянський наступ, німці не передбачили на цій осі.
Отже, кордон між білоруським фронтом та радянським західним фронтом з'єднався на півдні, що дозволило двом «новим» арміям розпочати маневр взяття в оточення у напрямку Дубровки та навколо Брянська, змушуючи німецькі сили відступити.
Станом на 6 вересня наступи сильно сповільнилися по всьому фронту, радянські війська просувалися лише 2 кілометри на день. На правому фланзі жорстокі битви спалахнули в лісі навколо Ярцево. У центрі радянські війська дісталися до оборонної лінії Дніпра. На лівому фланзі стрілецькі радянські підрозділи повільно просувалися, коли вони увійшли в ліси на південний захід від Єльни. Більше того, радянські війська були втомлені та поріділі, настільки, що їх сила та ефективність насправді різко знижувались. 7 вересня наступ припинився, відзначаючи кінець другої фази операції за Смоленськ.

## Третя фаза (7 вересня— 2 жовтня)
Протягом тижня від 7 по 14 вересня радянські війська отримали нові підкріплення та готувались до нового наступу. Наступні цілі, визначені Ставкою, стосувалися великих міст Смоленська, Вітебська та Орші. Операція відновилася 14 вересня, за участю лівого флангу Калінінського фронту та Західного фронту. Знову ж таки, після попереднього обстрілу артилерії, радянські війська намагалися прорвати німецькі лінії.
У секторі атаки Калінінського фронту Червона армія створила за один день 30-кілометровий виступ глибиною від 3 до 13 кілометрів. Після чотирьох днів протистояння СРСР захопили Духовщіну, інше «ключове» місто в німецькій лінії оборони вище Смоленська.
У секторі нападу Західного фронту, де наступ розпочався на день пізніше, прорив також був багатообіцяючим, створивши 20-кілометровий виступ на глибині 10 кілометрів. Того ж дня Ярсево, важливий залізничний вузол, близький до Смоленська, був звільнений радянськими військами. На лівому фланзі Західного фронту радянські стрілецькі підрозділи дісталися до річки Десна і перетнули її, створивши на своєму західному березі кілька плацдармів.
Отже, захисна лінія, що захищала Смоленськ, була перерізана, що піддавалао війська, що захищали місто маневрам оточення. Німецький генерал Курт фон Тіппельскірх, начальник штабу 4-ї армії під час операції за Смоленськ, потім командир цієї 4-ї армії, пізніше написав:
«Сили радянського Західного фронту атакували лівий фланг групи армій Центр на лінії Дорогобуж-Єльня, щоб здійснити прорив у напрямку Смоленська. Потім чітко виявилося, що стало неможливо тримати виступ — просуваючись на схід — зайнятий 9-ю армією.»
Станом на 19 вересня радянські війська створили в німецьких лініях 250-кілометровий пролом глибиною 40 кілометрів. Наступного дня Ставка наказала військам на Західному фронті рухатися до Смоленська з метою досягти його не пізніше 27 вересня, а потім продовжувати своє просування до міст Орша та Могільов. Війська, присутні на Калінінському фронті, мали, зі свого боку, місію взяти місто Вітебськ до 10 жовтня.
25 вересня, після переходу Північної частини Дніпра та в кінці близького бою, що тривав всю ніч, радянські війська звільнили місто Смоленськ. Того ж дня Рославль, ще одне важливе місто, було взяте. Станом на 30 вересня радянські сили, виснажені та поріділі, зупинилися навколо міст Вітебська, Орші та Могільова, які ще були в руках Вермахта. Смоленська операція нарешті закінчилася 2 жовтня. Однак була здійснена серія відносно обмежених нападів для звільнення міста Невель, яке було звільнене після двох днів близьких боїв. В цілому, радянські війська, протягом двадцяти днів, під час яких відбулася ця третя фаза наступу, просунулися від 100 до 180 кілометрів залежно від місця.

## Наслідки і результат операцій
Смоленська операція була вирішальною перемогою для СРСР і гіркою поразкою для Вермахту. Це просування Червоної армії, безумовно, може здатися скромним порівняно з наступами, які мали відбутися пізніше (воно дозволило відтіснити ворожі лінії лише на 200—250 км), але воно мало важливі наслідки з різних точок зору.
По-перше, німецькі війська остаточно відкинуті від Москви. Ця стратегічна загроза, джерело найбільших проблем у Ставці з 1941 року, була остаточно відхилена.
По-друге, німецькі оборонні кільця, на яких планували покладатися війська Вермахту, по суті були повністю перерізані. Деяким з них вдалося протистояти, але швидко було очевидно, що вони не триматимуться довго. У нарисі, написаному після війни різними офіцерами Вермахту, ми знаходимо це спостереження :
«Хоча енергійні дії командування та військ дозволили німцям створити безперервний фронт, апостеріорі, немає сумнівів, що поганий стан військ, повна відсутність резервів та неминуче розширення індивідуальних різнорідних ліній фронту, допомогло замаскувати ризик визначеного краху у випадку великої радянської атаки на цей неоднорідний фронт, побудований з такою великою кількістю труднощів.»
По-третє, Смоленська перація була важливою операцією підтримки битви за Дніпро, мобілізуючи від 40 до 55 німецьких підрозділів навколо Смоленська і тим самим запобігаючи їх переходу на Південний фронт.
Нарешті, німецький фронт, раніше об'єднаний і компактний, тепер був розділений на два величезними неперехідними болотами Припету, група армій Південь (Heeresgruppe Süd), таким чином, відмежована від підрозділів, що базувалися на півночі: в результаті, Вермахт побачив значне зменшення своїх можливостей пересування військ та постачання між цими двома секторами фронту..
Вперше радянські війська входили в території, які давно займали німці, і вони виявили військові злочини, вчинені СС, Einsatzgruppen та військами Вермахту. У районах, звільнених під час Смоленської операції (які були зайняті майже два роки), майже вся промисловість та сільське господарство були спустошені. У самій Смоленській області було знищено 80 % міського простору та 50 % населеного сільського простору, а також багато заводів та виробництв.
Після Смоленського наступу, центральна частина німецько-радянського фронту, стабілізувалася протягом багатьох місяців, до кінця червня 1944 року, основні бойові зони, що рухалися на південь у регіон Дніпра для завоювання територій України. Лише в січні 1944 р. фронт знову відновився на півночі, коли німецькі сили були відштовхнуті від Ленінграда, після облоги, яка тривала 900 днів. Нарешті, операція Багратіон, проведена влітку 1944 року, дозволила Червоній армії очистити від німецької присутності майже всі ще окуповані радянські території, що завершило німецьку окупацію СРСР, війна продовжувалася в Польщі та Німеччині.